# Sheath magnético
El sheath magnético es un efecto de la interacción plasma-pared.
En presencia de un campo magnético, las partículas describen órbitas de Larmor. En este caso, los electrones son más móviles que los iones, pero en la dirección del campo magnético, de modo que también se forma el sheath. Ahora aparece una zona de sheath magnético y otra de sheath electrostático. El sheath magnético está determinado por el cambio en las trayectorias de los iones en dirección a la superficie.
- Datos: Q6126955